# 李成 (金朝)
李成（?—?），原为北宋雄州归信县（今河北雄县）人，后来投靠金朝。
北宋末年，李成原为弓箭手，以骁勇凶悍知名，曾任归信县知县。金兵南下攻宋、占据河北后，李成在淄川聚集部众，在其谋主陶子思怂恿下，率众数万叛乱，攻城略地烧杀抢掠。宋高宗建炎二年（1128年）八月，渡黄河南下，转战江淮之间。攻掠宿州、虹县（今安徽省泗县），此后叛服无常，两次投靠南宋，最终还是依附伪齐。
十月，宋朝命江、淮制置使刘光世率军征伐李成，刘光世以王德为先锋，在上蔡（今河南上蔡西南）驿口桥将其击败，李成逃奔新息（今河南息县），刘光世挥军急追，再次击败，擒陶子思，李成率余部转攻淄州（今山东淄博淄川），久攻未克，粮尽。建炎三年（1129年）十月，渡淮河攻破滁州，杀知州向子伋。十二月，李成听说金军渡江南下，于是率军从滁州进入淮西，派都统领胡选攻打池州（今安徽省贵池县），派副统领马进过长江攻江州（今江西九江），自己率军攻湖口，先后占据江、淮十余州军。建炎四年（1130年）十二月，南宋以神武右军都统制张俊为江、淮招讨使，率领王𤫙所统神武前军、陈思恭所统神武后军、还有通泰镇抚使岳飞，一并调归张俊节制，决计攻灭李成。
绍兴元年（1131年）二月，张俊率军进至洪州（今南昌），李成派马进率军屯守赣江西岸，列阵以待，命邵友率军自奉新县南下，攻陷筠州（今江西高安）、临江军（今江西清江）。张俊进入洪州后，偃旗息鼓月余不战，仅命王𤫙在长江中阅习水军。马进以为宋军怯战，放松戒备。三月，张俊见敌兵骄，决定乘隙进攻。三月初七，岳飞自请为先锋，首先率部过赣江，突击马进军右翼，中军统制杨沂中率军从赣江上游渡江，大败敌军。马进率军退向筠州，背依筠河，先控险要，企图阻挡宋军。岳飞亲率二百余骑先出诱敌，马进见宋军兵少挥军出击，张俊命杨沂中、陈思恭两军同出山后，两路夹击，马进军大败，被俘八千余人。战后张俊怕降卒再叛，命陈思恭将其全部杀死。宋军收复筠州、临江军。马进率余部退回江州与李成会合，李成命马进留守，亲率主力进行反扑，命部将商元在奉新县楼子庄草北设伏，以待宋军来攻。张俊见山险路狭，命步卒由小路潜登山顶，击退商元伏兵，乘势进至江州，马进弃城而逃。三月二十八日，宋軍收复江州。张俊全军继续追击，李成退归蕲州（今湖北蕲春北）。五月，张俊率军进抵黄梅县（今湖北黄梅西北），李成率胡选等军号称十万，在石幢坡凭此据险，居高临下阻击宋军。张俊先命游卒佯动吸引李成军，乘其不备，亲率主力强攻夺取险要，追杀马进，李成势穷无计，逃奔伪齐。宋军乘胜收复被李成攻占的淮西各州县。
绍兴三年（1133年），李成进攻襄阳等地，后来被岳飞击败，岳飞收复襄阳六郡：（襄阳府、邓州、随州、郢州、唐州、信阳军）。1137年，金朝废除伪齐，李成转为金朝将领，1140年，李成随完颜宗弼攻陷洛阳，成为金朝的河南府尹，后解职。海陵王完颜亮即位后，李成为真定府尹。死时年六十九岁。

## 延伸阅读
[在维基数据编辑]
 《金史·卷79》，出自脱脱《遼史》